# 1993 FM14
1993 FM14 är en asteroid i huvudbältet som upptäcktes den 17 mars 1993 av UESAC vid La Silla-observatoriet.
Asteroiden har en diameter på ungefär 3 kilometer.